# Макс Алперт
Макс Владимирович Алперт (18 март 1899 г., Симферопол – 30 ноември 1980 г., Москва) е съветски фотограф и фотожурналист. Един от основоположниците на съветската серийна репортажна фотография. Заслужил деятел на културата на РСФСР (1966 г.)

## Биография
Заедно с брат си Михаил Алперин той учи фотография в студиото на Готлиб в Одеса (1914). През 1919 г. Алперт е зачислен в Червената армия. След Гражданската война работи като фотожурналист за вестник „Рабочая газета“ в Москва.
През 20-те години на XX век е член на асоциацията на фотожурналистите в Московската печатница. През 30-те години работи за илюстрованото списание „СССР в строителството“, подготвяйки около 50 фотоесета. В същото време пътува из целия Съветски съюз, снимайки строителни обекти и работници, които са значими за цялата страна. Една от важните творби е създаването на серия от фотографии за строителството на Березническия химически и Соликамския поташен завод, съвместно с Георги Зелма, за целевия брой на „СССР в строителството“, посветен на гигантите на петилетката.
Най-важните работи от този период са извършени по изграждането на завода в Магнитогорск („Магнитка“), по изграждането на „Турксиб“ и по изграждането на Големия Фергански канал. Алперт печели значителна слава със серията си от фотографии „Гигантът и строителят“. Създава фотографии, целящи да покажат живота на щастливите работници в Съветския съюз.
| „                | Алперт и аз пътувахме рамо до рамо по Ферганския канал. Какво удоволствие е да наблюдаваш неговата неуморимост и откровена фотожурналистка обсебеност. От планината от красиви фотографии, запечатали тази най-интересна страница от историята на човешкия труд, се оформя монументален образ на нашата епоха. | “ |
| Самюъл Айзенщайн | |   |

По същото време Алперт работи за вестник „Правда“, където прави портрети на почти всички големи съветски и много чуждестранни политици, военни, писатели и шахматисти. По време на Великата отечествена война, като кореспондент на фотохроника на ТАСС и Съветското информационно бюро, Алперт работи както в тила, така и на фронта, в бойни условия. Автор на произведението „Комбат“, което се превръща в един от символите на тази война. В края на войната той посещава Прага и Берлин и заснема Парада на победата на 24 юни 1945 г. в Москва.
В следвоенните години сътрудничи с различни издания. Той е водещ фотожурналист на информационна агенция „Новости“.
Много от неговите произведения се съхраняват в колекцията от негативи на Държавния централен музей за съвременна история на Русия.

## Награди
- Орден на Отечествената война, 2-ра степен (27 май 1945)
- Два ордена на Трудовия червен флаг (30 април 1969; 18 март 1974)
- Орден на Червената звезда (1 септември 1943)
- Заслужил деятел на културата на РСФСР (1966)

## Фотографии
- „Великата отечествена война“, 1944 г.
- „Комбат“, 1942 г.
- „Войниците на Червената армия атакуват“, 1941 г.
- Знаменна група на Втори белоруски фронт, 1945 г.